# Málégáon
Málégáon (maráthsky मालेगाव) je město v Maháráštře, jednom z indických svazových států. K roku 2011 v něm žilo přes 471 tisíc obyvatel.

## Poloha
Málégáon leží na severním břehu Girny, přítoku Táptí ústící do Kambajského zálivu. Patří do nášického okresu a od Nášiku, jeho správního střediska, je vzdálen přibližně sto kilometrů severovýchodně. Od Bombaje, správního střediska státu, je vzdálen přibližně 280 kilometrů severovýchodně.

## Obyvatelstvo
Převažujícím náboženstvím je islám (přes 75 %), následuje hinduismus (přes 22 %) a dalším v pořadí je buddhismus (1,42 %).  Křesťanství, džinismus a sikhismus mají zastoupení pod jedno procento.